# 六安国
六安國，西汉时设置的诸侯国，位於今中國安徽省六安市境內。

## 歷史沿革

### 先秦時期
新石器時代即有人類活動，考古發現的凌家灘遺址（距今約5500年）表明該地區屬長江中下游早期文明圈。上古時，六安為偃姓皋陶部族活動和聚居地，「六」地之名始見於《春秋》魯文公五年（前622年），故六安又稱「皋城」。西周至春秋時期，境內形成英、六、蓼、群舒諸方國，前622年楚穆王滅六、蓼，其地入楚。

### 西漢建國
- 漢武帝推行推恩令分割諸侯勢力，於元狩二年（前121年）析衡山國東部與廬江郡西部置六安國[4]，取「六地平安，永不反叛」之意命名[5]。封膠東康王劉寄幼子劉慶為首任六安王，轄五縣：
- 六縣（治今六安市北）——國都所在
- 蓼縣（治今霍邱縣城西湖鄉）
- 安豐縣（治今霍邱縣西南）
- 安風縣（治今霍邱縣邵崗鄉）
- 陽泉縣（治今霍邱縣臨水鎮）[6]

### 世系與廢除
六安國共傳五代：
1. 夷王劉慶（前121年－前83年在位）
2. 共王劉祿（前83年－前74年，諡「共」一作「恭」）[7]
3. 繆王劉定（前74年－前51年，諡「繆」）[7]
4. 頃王劉光（前51年－前25年，諡「頃」）[7]
5. 劉育（前25年－公元11年，未及正式受封）[8]

- 新朝始建國三年（11年），王莽廢六安國為「安風縣」，屬廬江郡[9]。光武帝建武元年（25年）復置六安郡，轄縣縮減為六、蓼、安豐三縣[10]；建武十三年（37年）併入廬江郡，原六安國核心區改設六縣[11]。

## 考古證據
- 2006年發掘的六安雙墩一號漢墓，經考證為六安國首代王劉慶陵寢[12]。墓中出土「六安飤丞」封泥（「飤丞」為王國掌管膳食官職）、漆器銘文「共府」（即共王府）等物，實證六安國都位置及諸王諡號記載[13]。